# Zhang Buladaoriji
Zhang Buladaoriji (ur. 23 września 1990) – chiński zapaśnik walczący w stylu wolnym. Brązowy medalista mistrzostw Azji w 2016 roku.